# Parafia Podwyższenia Świętego Krzyża w Sieniawie
Parafia Podwyższenia Świętego Krzyża w Sieniawie – parafia greckokatolicka w Sieniawie, w dekanacie przemyskim archieparchii przemysko-warszawskiej. Założona w 1993.